# Max Brösel
Oskar Max Brösel (* 6. Juni 1871 in Dresden; † 9. Oktober 1947 in Radebeul) war ein deutscher Kunstmaler, Werbegrafiker und Illustrator, zudem Kinderbuchautor und Spielzeugentwerfer.

## Geschichte
Nach der in Dresden verbrachten Kindheit und Schulzeit studierte Brösel von 1888 bis 1894 an der Dresdner Kunstakademie. Als Auszeichnung für eine „besonders gelungene Aktzeichnung“ erhielt Brösel ein Stipendium an ein Pariser Kunstatelier. Nach Beendigung seiner Studien arbeitete er als freischaffender Maler und Illustrator in Dresden. Sein erster größerer Auftrag war die Bemalung des Bühnenvorhangs für das Varietétheater Victoria-Salon. Aufgrund seiner guten beruflichen Aussichten durfte Brösel die Tochter des Dresdner Verlegers Carl Reißner heiraten.
Im Jahr 1901 zog die inzwischen vierköpfige Familie aus einer kleinen Dresdner Stadtwohnung in den Vorort Radebeul. In den 1900er und 1910er Jahren entstanden Porträts und Landschaftszeichnungen, aber auch Umschlaggestaltungen, Ansichtskartenentwürfe sowie Titelblätter für Kinderkalender (u. a. für Auerbach′s Deutscher Kinder-Kalender). Zwischen 1907 und 1914 beförderte er aktiv die Anliegen des Kunstvereins für die Lößnitz und schuf für mehrere seiner Jahresausgaben Bilder mit Motiven aus der umgebenden Landschaft Lößnitz. In den wirtschaftlich schwierigen Jahren des Ersten Weltkriegs nahm Brösel eine Stellung als schulischer Zeichenlehrer an; nebenbei gab er auch Privatunterricht.
Nach dem Ersten Weltkrieg ging Brösel, einer Einladung folgend, auf eine Reise in die Schweiz, die er mit zahlreichen Landschaftsbildern dokumentierte. Zurück in Sachsen musste er, da ihm Kunstaufträge und Ausstellungsverkäufe nicht den Lebensunterhalt sicherten, eine Stellung als Reklamegestalter annehmen. Neben der nebenberuflichen Illustration von Märchen- und Kinderbüchern schrieb er selbst für seine Kinder einige Fabelgeschichten, so beispielsweise Das Märchen vom Apfel, der übers Meer flog, und er entwarf und baute für sie Kinderspielzeuge.
Ab 1903 war Brösel Mitglied der Dresdner Apfel-Loge (Zum goldenen Apfel). 1912, bei der Umwandlung einer lokalen freimaurerischen Vereinigung zum Freimaurerklub in der Lößnitz, gehörte Brösel mit zu dessen Mitgliedern.
Brösel lebte und arbeitete im heutigen Radebeul unter verschiedenen Adressen, so wohnte er ab 1905 in der Einsteinstraße 5 (Radebeul), von 1913 bis 1934 in der Wasastraße 38 (Serkowitz) und vor seinem Tod auf der Nizzastraße 24 (Serkowitz). Er war 1945 in Radebeul auf der „Ersten Kunstausstellung Radebeuler Künstler“ vertreten. Zum Anlass seines 75. Geburtstags veranstaltete das Heimatmuseum Hoflößnitz im September 1946 eine umfassende Retrospektive auf das Lebenswerk.

## Werke
- Max Brösel, Fritz Soldan: Quellentafeln moderner Ornamentik: e. unerschöpfl. Motivenschatz für individ. Schaffen im Kunstgewerbe. Kühtmann, 1902.
- Auerbach′s Deutscher Kinder-Kalender 1907–1929. Neben Illustrationen sind dort folgende erweiterten Beiträge zu finden:[4]
  - Ein Bubenstreich. 1910.
  - Hänschens Flug-Abenteuer; erfunden und gezeichnet von Max Brösel. Beigabe, 1916.
  - Das lenkbare Luftschiff; ein Gesellschaftsspiel von Otto Promber; gezeichnet von Max Brösel. Beigabe, 1917.
- Hans Dreist, Max Brösel: Der Provinzonkel. Reißner, 1912.
- Fritz Baumgarten, Max Brösel, Alfred Liebig, Otto Peter, Max Thalmann, Christine Tittmann: Onkel Antons Kindergeschichten: zur Unterhaltung, Erheiterung und Belehrung unserer Kinder. 2 Bände, A. Anton & Co., Leipzig 1923.
- Adolf Holst, Fritz Baumgarten, Marie Margarethe Behrens, Nora Berg, Fritz Boldt, Robert Breiding, Max Brösel, Irene Ebert, Albert Erbert, Martha Flügel, Herbert Franz, Helga Häckmann, Paul Hey, Gottfried Kirchbach, Theodora Knauthe, Ludwig Marx, Ilse Meister-Zeyen, A. Müller-Münster, Ludwig Richter, Gerda Riege, W. Rosch, Hans Stubenrauch, Albert Wimmer, Karl Winter: Der Jugend Mußestunden: Eine Sammlung der schönsten Erzählungen, Märchen, Theaterstücke, Rätsel usw. 2 Bände, A. Anton & Co., Leipzig 1926.
- Johannes Gebhardt, Max Brösel, Rudolf Schulz: Im Märchenreich: eine Samml. schöner dt. Märchen aus alter u. neuer Zeit. Hahn, 1929.
- Max Brösel, Rudolf Schulz: Die schöne Magelone und andere Geschichten. Hahn, Leipzig 1930.
- Die schöne Lößnitz!: Radebeul, Coswig, Weinböhla. 1936.
- Erwin Hertwich, Max Brösel: Tausend Jahre Kampf um den Rhein: Die Zerstörung Heidelbergs 1689. Pestalozzi-Fröbel-Verlag, Leipzig 1940.
- Brumbes Wanderung. Wort u. Bild, 1946.
- J. Wünsche, Max Brösel: Ein Frühlingstag im deutschen Wald. Wiedemann, 1948.